# Cum annexis
Cum annexis (vaak afgekort tot c.a.) is een Latijnse uitdrukking en betekent: wat erbij hoort, met toebehoren of iets dergelijks (ook: cum omnibus annexis, met alle toebehoren).
De uitdrukking wordt veel in juridisch taalgebruik gebezigd, bijvoorbeeld om de bijlagen die bij een hoofddocument behoren aan te geven. In oudere akten wordt ook wel gesproken van ab- en dependentieën.
Het woord werd en wordt ook gebruikt om een gemeentenaam aan te duiden, waarbij de hoofdplaats van deze gemeente wordt gevolgd door de afkorting c.a., die staat voor de bijbehorende kernen. Het gaat dan om gemeenten die reeds vroeg in de 19e eeuw zijn samengevoegd.
Bekende voorbeelden zijn:
- Haarlemmerliede c.a. voor de voormalige gemeente Haarlemmerliede en Spaarnwoude
- Nuenen c.a. voor de gemeente Nuenen, Gerwen en Nederwetten
- Megen c.a. voor de voormalige gemeente Megen, Haren en Macharen
- Kollumerland c.a. voor de voormalige gemeente Kollumerland en Nieuwkruisland
- Oploo c.a. voor de voormalige gemeente Sint-Anthonis (vóór de herindeling van 1994) Oploo, Sint-Anthonis, Stevensbeek en Westerbeek
- Wetboek van Strafvordering c.a.